# Chiasmia nora
Chiasmia nora là một loài bướm đêm trong họ Geometridae.